# Robert Attersley
Robert Attersley (né le 13 août 1933 à Oshawa et mort le 12 mars 2010 à Ajax dans la province de l'Ontario au Canada) est un joueur canadien de hockey sur glace. Lors des Jeux olympiques d'hiver de 1960, il remporte la médaille d'argent. 
Attersley exerce la fonction de maire de Whitby de novembre 1980 à novembre 1991.

## Palmarès
- Médaille d'argent aux Jeux olympiques de Squaw Valley en 1960

## Statistiques
| Saison    | Équipe                   | Ligue   |                            | Saison régulière           | Saison régulière           | Saison régulière           | Saison régulière           | Saison régulière           |                            | Séries éliminatoires       | Séries éliminatoires       | Séries éliminatoires       | Séries éliminatoires | Séries éliminatoires |
| Saison    | Équipe                   | Ligue   | PJ                         | B                          | A                          | Pts                        | Pun                        | PJ                         | B                          | A                          | Pts                        | Pun                        |                      |                      |
| 1950-1951 | Generals d'Oshawa        | AHO Jr. | Statistiques indisponibles | Statistiques indisponibles | Statistiques indisponibles | Statistiques indisponibles | Statistiques indisponibles | Statistiques indisponibles | Statistiques indisponibles | Statistiques indisponibles | Statistiques indisponibles | Statistiques indisponibles |                      |                      |
| 1951-1952 | Generals d'Oshawa        | AHO Jr. | 53                         | 32                         | 30                         | 62                         | 0                          | -                          | -                          | -                          | -                          | -                          |                      |                      |
| 1952-1953 | Generals d'Oshawa        | AHO Jr. | 56                         | 45                         | 43                         | 88                         | 0                          | -                          | -                          | -                          | -                          | -                          |                      |                      |
| 1953-1954 | Biltmores de Guelph      | AHO Jr. | Statistiques indisponibles | Statistiques indisponibles | Statistiques indisponibles | Statistiques indisponibles | Statistiques indisponibles | Statistiques indisponibles | Statistiques indisponibles | Statistiques indisponibles | Statistiques indisponibles | Statistiques indisponibles |                      |                      |
| 1953-1954 | Truckmen d'Oshawa        | OSBHL   | Statistiques indisponibles | Statistiques indisponibles | Statistiques indisponibles | Statistiques indisponibles | Statistiques indisponibles | Statistiques indisponibles | Statistiques indisponibles | Statistiques indisponibles | Statistiques indisponibles | Statistiques indisponibles |                      |                      |
| 1954-1955 | Dunlops de Whitby        | AHO Sr. | Statistiques indisponibles | Statistiques indisponibles | Statistiques indisponibles | Statistiques indisponibles | Statistiques indisponibles | Statistiques indisponibles | Statistiques indisponibles | Statistiques indisponibles | Statistiques indisponibles | Statistiques indisponibles |                      |                      |
| 1955-1956 | Dunlops de Whitby        | AHO Sr. | Statistiques indisponibles | Statistiques indisponibles | Statistiques indisponibles | Statistiques indisponibles | Statistiques indisponibles | Statistiques indisponibles | Statistiques indisponibles | Statistiques indisponibles | Statistiques indisponibles | Statistiques indisponibles |                      |                      |
| 1956-1957 | Dunlops de Whitby        | AHO Sr. | -                          | 35                         | 70                         | 105                        | 38                         | -                          | -                          | -                          | -                          | -                          |                      |                      |
| 1957-1958 | Dunlops de Whitby        | AHO Sr. | -                          | 27                         | 35                         | 62                         | 18                         | -                          | -                          | -                          | -                          | -                          |                      |                      |
| 1958-1959 | Dunlops de Whitby        | AHO Sr. | -                          | 32                         | 63                         | 95                         | 14                         | -                          | -                          | -                          | -                          | -                          |                      |                      |
| 1959-1960 | Canadiens de Hull-Ottawa | EPHL    | -                          | -                          | -                          | -                          | -                          | 3                          | 3                          | 3                          | 6                          | 0                          |                      |                      |
| 1957-1958 | Frontenacs de Kingston   | EPHL    | 64                         | 28                         | 38                         | 66                         | 10                         | 5                          | 2                          | 2                          | 4                          | 0                          |                      |                      |
| 1958-1959 | Frontenacs de Kingston   | EPHL    | 58                         | 22                         | 62                         | 84                         | 10                         | 11                         | 3                          | 6                          | 9                          | 2                          |                      |                      |
| 1958-1959 | Jets de Johnstown        | EHL     | 9                          | 4                          | 13                         | 17                         | 15                         | -                          | -                          | -                          | -                          | -                          |                      |                      |